# Diogo Barbosa
Diogo Barbosa Mendanha (Terra Nova do Norte, 17 de agosto de 1992) é um futebolista brasileiro que atua como lateral-esquerdo. Atualmente joga no Fortaleza

## Carreira

### Vasco da Gama e Sport
Revelado nas categorias de base do Vila Nova de Goiás, o jogador foi trazido ao Vasco da Gama no ano de 2010 e levado aos profissionais pelo técnico PC Gusmão quatro meses depois, fazendo sua estreia num clássico com o rival Flamengo.
Após poucas oportunidades, foi dispensado no ano seguinte e levado para o Sport a pedido do então treinador da equipe pernambucana PC Gusmão, o mesmo que o revelou no cruz-maltino.

### Guarani, Coritiba e Atlético Goianiense
Depois da passagem pelo clube pernambucano (onde recebeu o apelido de Diogo Goiano), atuou pelo Guarani de Campinas, pelo Coritiba, clube em que atuou com regularidade em 2013, e de lá foi emprestado ao Atlético Goianiense para a temporada de 2014, sendo posteriormente negociado com o Goiás.

### Goiás
Em 2015, quando contratado pelo Goiás, Diogo Barbosa foi flagrado no exame antidoping, referente ao período em que ainda atuava pelo rival Atlético, pela Série B de 2014. O jogador foi julgado pelo STJD em 19 de março e condenado a 90 dias de suspensão. Após a suspensão, voltou ao elenco que disputou a Série A de 2015, que culminou com a equipe esmeraldina rebaixada à Série B.

### Botafogo
No final de 2015, acertou sua ida para o Botafogo.
Fez parte do elenco vice-campeão carioca de 2016, eleito para a seleção do campeonato como melhor jogador na sua posição.

### Cruzeiro
Foi anunciado como reforço do Cruzeiro para a temporada seguinte em dezembro de 2016, num contrato de três anos que deu ao clube 25% dos direitos econômicos do jogador.
Marcou seu primeiro gol pelo Cruzeiro em 26 de julho de 2017, contra o Palmeiras no Mineirão, empatando a partida em 1–1, resultado que classificou a equipe mineira para as semifinais da Copa do Brasil, na qual foi campeão. Marcou seu último gol com a camisa estrelada no dia 12 de novembro, diante do Fluminense. A partida terminou com vitória cruzeirense pelo placar de 3-1. Esse foi o último jogo do lateral pelo Cruzeiro.   

### Palmeiras

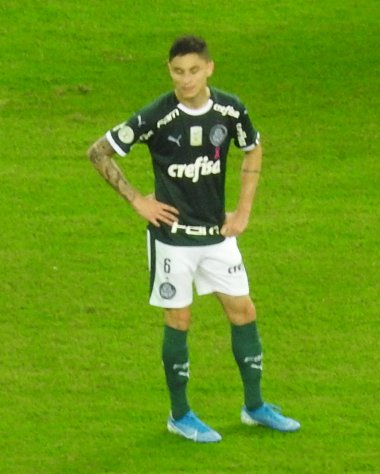
Diogo Barbosa com o em 2019

Em 14 de novembro de 2017, foi acertada a venda de Diogo Barbosa ao Palmeiras, por 17 milhões de reais.
Fez sua estreia no primeiro jogo da final do Campeonato Paulista de 2018, na Arena Corinthians, ganhando o jogo por 1 a 0. Em 25 de novembro de 2018, foi campeão do Campeonato Brasileiro, após a vitória contra o Vasco da Gama.

### Grêmio
Em 11 de setembro de 2020, foi anunciado como jogador do Grêmio, assinando um contrato até 2023. Sua estreia foi no dia 20 de setembro contra o Palmeiras, a partida terminou empatada em 1 a 1. No início de julho de 2021, pela 9ª e 10ª rodada do Brasileirão, após atuações abaixo da média, recebeu as menores notas de desempenho do time provindas do GE.
Diogo teve uma passagem instável pelo Tricolor, ele deixou a equipe gaúcha com 106 jogos, dois gols e nove assistências ao longo da sua passagem.

### Fluminense
Em 15 de junho de 2023, foi contratado pelo Fluminense a pedido de Fernando Diniz para compor a lateral esquerda, que estava sendo um problema para o clube ao decorrer da temporada, devido as lesões de Marcelo e Jorge. Atleta que chegou ao Tricolor com desconfiança da torcida devido a uma passagem claudicante no Grêmio, Diogo Barbosa aos poucos foi conquistando a simpatia dos tricolores, com atuações sólidas, produzindo o simples "feijão com arroz" bem feito. No dia 04 de novembro de 2023, sagrou-se campeão da Copa Libertadores da América, tendo participado de 05 dos 07 jogos do Tricolor na fase mata-mata. Na final em específico, foi importante ao participar do gol do título, onde deu belo passe de primeira por elevação para que Keno escorasse de cabeça para John Kennedy estufar as redes do goleiro Romero.
Em 2024, atuou em 41 partidas. Foi reserva boa parte da temporada se firmando com a saída de Marcelo, contudo, sua relação com a torcida foi marcada por críticas em 2024. Ao fim da temporada encerrou sua passagem pelas Laranjeiras, onde atuou em  67 jogos, um gol e três assistências, além dos títulos da Libertadores de 2023 e Recopa Sul-Americana 2024.

### Fortaleza
Em 21 de dezembro de 2024, o Fortaleza comunicou a contratação de Diogo Barbosa até 31 de dezembro de 2026 com opção de renovação por mais um ano.

## Títulos
Vasco da Gama
- Copa da Hora: 2010

Cruzeiro
- Copa do Brasil: 2017

Palmeiras
- Campeonato Brasileiro: 2018
- Florida Cup: 2020
- Campeonato Paulista: 2020
- Copa Libertadores da América: 2020
- Copa do Brasil: 2020

Grêmio
- Campeonato Gaúcho: 2021, 2022 e 2023[22]
- Recopa Gaúcha: 2021 e 2023

Fluminense
- Copa Libertadores da América: 2023
- Recopa Sul-Americana: 2024

### Prêmios individuais
- Seleção do Campeonato Mineiro: 2017
- Troféu Mesa Redonda: 2017